# Lise Kaae Sørensen
Lise Kaae Sørensen gift Evers (født 1939) er en tidligere dansk tennisspiller medlem af B.93. Hun vandt et Danmarksmesterskab i damedouble og med skiftende makkere ti DM i mixed double.